# Cryptocephalus rufofasciatus
Cryptocephalus rufofasciatus es una especie de insecto coleóptero de la familia Chrysomelidae.
Fue descrita científicamente en 1882 por Solsky.